# Communauté de communes du Sud-Ouest du Calaisis
Die Communauté de communes du Sud-Ouest du Calaisis war ein französischer Gemeindeverband mit der Rechtsform einer Communauté de communes im Département Pas-de-Calais in der Region Hauts-de-France. Sie wurde am 27. Dezember 1996 gegründet und umfasste neun Gemeinden. Der Verwaltungssitz befand sich im Ort Bonningues-lès-Calais.

## Historische Entwicklung
Am 1. Januar 2017 wurde der Gemeindeverband mit der Communauté de communes des Trois Pays zur neuen Communauté de communes Pays d’Opale zusammengeschlossen. Abweichend davon wurden die Gemeinden Escalles, Fréthun, Hames-Boucres, Les Attaques und Nielles-lès-Calais wurden der Communauté d’agglomération du Calaisis angegliedert.

## Ehemalige Mitgliedsgemeinden
1. Les Attaques
2. Bonningues-lès-Calais
3. Escalles
4. Fréthun
5. Hames-Boucres
6. Nielles-lès-Calais
7. Peuplingues
8. Pihen-lès-Guînes
9. Saint-Tricat